# Acteocina recta
Acteocina recta är en snäckart som först beskrevs av d'Orbigny 1841.  Acteocina recta ingår i släktet Acteocina och familjen Cylichnidae. Inga underarter finns listade i Catalogue of Life.